# 日曜日はストレンジャー
「日曜日はストレンジャー」（にちようびはストレンジャー）は、1979年1月25日に発売された、石野真子の通算4枚目のシングル。

## 解説
- 作詞は、本楽曲で4作連続となる阿久悠が手掛け、作曲は、石野のシングルでは初となる筒美京平が手掛けた。当時流行していたディスコサウンドを取り入れた仕上がりになっている。

- 本楽曲の発売前、雑誌取材でバーニングプロの小口プロデューサーは、前作の「失恋記念日」を意識して「次のシングルは徹底的に明るい歌にする」と答えていた[2]。

- イントロはフォー・トップスの「セイム・オールド・ソング」や、マイティ・クラウズ・オブ・ジョイの「タイム」など、複数の楽曲で使用されているフレーズから引用。筋肉少女帯と空手バカボンの「労働者M」のサビは、本曲のイントロと間奏のフレーズを参考にして作曲されたもので、いわゆる孫引きにあたる[3]。

- 2008年3月26日に発売された歌手デビュー30周年記念CD-BOX『Mako Pack -Premium- 30th Anniversary Special Edition』に、シングルEPのA・B面曲が共に最新デジタル・リマスタリング音源で収録された。

- 当時の衣装は基本的にシングル1曲につき2着が用意されており、本楽曲のステージ衣装は、白いファーをあしらった水色のミニスカートの上下と帽子を被り、白いロングブーツというウインタースタイル（上記CD-BOX収録のDVDで見ることが出来る）と、白のノースリーブにロングスカートで左肩に羽飾りをあしらったスプリングスタイルだった。

## 収録曲
- 両楽曲とも、作詞：阿久悠／作曲・編曲：筒美京平

1. 日曜日はストレンジャー [3:30]
2. 悲しきエンゼルス [2:39]

## 関連作品
- GOLDEN☆BEST 石野真子
- Mako Pack -Premium- 30th Anniversary Special Edition